# Museo navale Ottorino Zibetti
Il Museo navale Ottorino Zibetti è un museo navale ad ingresso gratuito che sorge nel centro civico e culturale dell'ex convento quattrocentesco di San Bernardino, nelle vicinanze del centro storico di Caravaggio, in Lombardia.
La sua inaugurazione risale al 5 novembre 1978, in seguito ad un prezioso lascito voluto dalla signora Giuseppina Bietti in memoria del coniuge scomparso Ottorino Zibetti, esperto modellista e collezionista navale.

## Esposizione
Il museo, costituito da un unico salone, ospita numerose riproduzioni di celebri velieri, cimeli storici, strumenti nautici, bussole, cannocchiali, attrezzi navali, fossili marini, conchiglie rare, medaglie, e una biblioteca del mare.
Il materiale esposto è ordinato per affinità tematica, in modo da seguire un percorso didattico chiaro e comprensibile.
I cimeli più importanti custoditi nel museo comprendono:
- l'elica del siluro del M.A.S. X15, con cui il comandante Luigi Rizzo affondò, il 10 giugno 1918, la corazzata austriaca Szent István;
- un lembo della tenda rossa e frammenti della navicella del dirigibile Italia del generale Umberto Nobile;
- il comando macchina della corvetta Baionetta, che il 9 settembre 1943 portò a Brindisi Vittorio Emanuele III;
- due bandierine di segnalazione del cacciatorpediniere Luca Tarigo;
- un cimelio del sommergibile Scirè;
- un antico sestante inglese;
- un "ferro" da gondola;
- una ruota di timone del XVI secolo.

Il museo presenta inoltre innumerevoli bozzelli originali, uno scafandro di rame e bronzo risalente al 1890 ed un modello di motoscafo da competizione.

## Il Museo oggi
Numerose donazioni da altri privati cittadini o istituzioni pubbliche hanno arricchito, con il passare degli anni, il nucleo originario del museo (costituito unicamente dal lascito del signor Zibetti), rendendone necessario un ampliamento. I numerosi lasciti, tutti relativi alla modellistica navale, includono un modellino della nave scuola Amerigo Vespucci, un modello di sciabecco alla polacca, una lucia (imbarcazione caratteristica del Lario), un modello di fregata spagnola e modelli di sommergibili e rimorchiatori in uso presso la marina tedesca ed olandese.
Il museo navale è sovente meta di visite guidate da parte di scolaresche, comitive, gruppi, associazioni culturali e singoli visitatori; in collaborazione con alcune associazioni locali ed enti culturali, esso cura periodicamente l'allestimento di mostre di modellismo.
Sono infine esposte due anfore vinarie romane del I secolo provenienti da Aquileia, dono del Duca d'Aosta, comandante della 3ª Armata, al tenente generale Giuseppe Zibetti, padre dell'ingegner Ottorino al quale è intitolato il museo.